# Борисенков, Максим Анатольевич
Макси́м Анато́льевич Борисенков (род. 15 января 1987) — российский футболист, игрок в пляжный футбол.
В сезоне 2006/07 играл в чемпионате Калининградской области по мини-футболу за «Лукойл».
В 2007 году провёл 10 матчей в футбольном втором дивизионе за «Балтику-2» Калининград. В 2009 году играл в чемпионате России по пляжному футболу за калининградский «Лукойл».
Старший брат Дмитрий также футболист.